# Тагиев, Мархамат Байляр оглы
Мархамат Байляр оглы Тагиев (азерб. Tağıyev Mərhəmət Bəylər oğlu; род. 10 февраля 1994, Лерик, Азербайджанская ССР) — азербайджанский боец смешанных единоборств. Чемпион мира, двукратный чемпион Евразии, многократный чемпион Азербайджана, победитель и призёр международных турниров по универсальному бою, дзюдо.

## Биография
Эхтирам Тагиев родился 10 февраля 1994 года в селе Гедимекючя (азерб. Qədiməküçə) Лерикского района Азербайджана. В детском возрасте вместе с семьей переехал в Баку. В 2001-08 годах обучался в средней школе № 22 имени Фируза Байрамова города Баку. С 8-го по 11-й классы обучался в средней школе имени Адиля Искендерова. В 2012—2013 годах проходил воинскую службу в рядах вооруженных сил Азербайджана.

## Спортивная карьера
В возрасте 10 лет начал заниматься карате. С 12 лет занимался дзюдо. Первым тренером был Ибад Шабанов. В 2012—2013 годах, будучи в армии, принимал участие в соревнованиях по многоборью. После армии начал заниматься боями без правил. Тренером спортсмена был судья международной категории Вюсал Байрамов. На данный момент тренируется под руководством Хамиса Мамедова. Кроме ММА занимается также дзюдо, джиу-джитсу, боксом и грэпплингом.

## Профессиональные бои
26 декабря 2014 года провёл свой первый профессиональный бой ММА в Баку, в полулегком весе (61—66 кг) против своего соотечественника Гюндуза Гараева, в котором потерпел поражение.

## Достижения
| №  | Дата                       | Место             | Соревнование                    | Версия                     | Вес     | Место  |
| -- | -------------------------- | ----------------- | ------------------------------- | -------------------------- | ------- | ------ |
| 1  | 25—29 ноября 2015          | Анталья, Турция   | Чемпионат мира                  | Combat sports, Axaya stile | 64 кг   | Золото |
| 2  | 20—23 июня 2016            | Баку, Азербайджан | Чемпионат Евразии               | MMA full contact           | 65 кг   | Золото |
| 3  | 16 октября 2016            | Баку, Азербайджан | Чемпионат Азербайджана          | Full kempo                 | 60 кг   | Золото |
| 4  | 17—18 октября 2015         | Баку, Азербайджан | Чемпионат Евразии               | Full kempo                 | 65 кг   | Бронза |
| 5  | 17—18 октября 2015         | Баку, Азербайджан | Чемпионат Евразии               | Submission                 | 65 кг   | Золото |
| 6  | 3 декабря 2016             | Баку, Азербайджан | Открытый чемпионат Азербайджана | Грэпплинг                  | 66 кг   | Бронза |
| 7  | 1 марта 2015               | Баку, Азербайджан | Чемпионат Азербайджана          | Full kempo                 | 65 кг   | Золото |
| 8  | 10 апреля 2016             | Баку, Азербайджан | Чемпионат Азербайджана          | ММА                        | 61 кг   | Бронза |
| 9  | 6—8 марта 2015             | Баку, Азербайджан | Чемпионат Азербайджана          | Budo full                  | 65 кг   | Золото |
| 10 | 31 января — 1 февраля 2015 | Баку, Азербайджан | Открытый чемпионат Азербайджана | Карате-до                  | 65 кг   | Бронза |
| 11 | 16 августа 2014            | Баку, Азербайджан | Чемпионат Азербайджана          | ММА                        | 61,5 кг | Бронза |
| 12 | 26 марта 2015              | Баку, Азербайджан | Чемпионат Азербайджана          | Грэпплинг                  | 66 кг   | Бронза |